# شینیا ماتسوشیتا
شینیا ماتسوشیتا (ژاپنی: 松下 晋也؛ زادهٔ ۵ آوریل ۱۹۷۹) یک بازیکن فوتبال اهل ژاپن است.
از باشگاه‌هایی که در آن بازی کرده‌است می‌توان به باشگاه فوتبال توکیو وردی اشاره کرد.